# Christian Bisceglia
Christian Bisceglia (Milano, 18 novembre 1967) è un regista, sceneggiatore e produttore cinematografico italiano.

## Biografia
Regista nato a Milano, ma messinese d'adozione, laureato in Giurisprudenza, è conosciuto principalmente per la regia del film Agente matrimoniale (2006), con Nicola Savino. Nel 2012 tenta la carta internazionale co-dirigendo con Ascanio Malgarini il film horror in lingua inglese The Haunting of Helena, pellicola distribuita nelle sale cinematografiche in Turchia, negli Stati Uniti, in Messico ma non in Italia, ove è stato comunque distribuito in dvd per conto di Rai Cinema col titolo Fairytale. Nel 2019 alla 65ª edizione del Taormina Film Fest viene presentato il suo ultimo film Cruel Peter, realizzato sempre con Ascanio Malgarini.

## Filmografia
- Agente matrimoniale (2006)
- Fairytale (2012)
- Cruel Peter (2019)